# Lamarche (Québec)
Pour les articles homonymes, voir Lamarche.
Lamarche est une municipalité du Québec (Canada), située dans la municipalité régionale de comté de Lac-Saint-Jean-Est, dans la région administrative du Saguenay–Lac-Saint-Jean.

## Toponymie
Avant d'obtenir le statut de municipalité en 1967 sous le nom de Lamarche, elle portait le nom de Notre-Dame-du-Rosaire.
Son nom rappel Charles Lamarche évêque de Chicoutimi de 1928 à 1940. Lamarche est davantage connue sous la dénomination de Lac-des-Habitants, cette appellation remonte aux années 1878 alors que l'on découvre un lac magnifique et de bonnes terres qu'on estime être «une bonne place pour les habitants».

## Géographie
Le village est situé sur la rive sud-ouest du lac des Habitants. À partir de ce lac, la rivière des Habitants coule vers le sud-ouest. 
La rivière Péribonka délimite l'ouest de la municipalité en coulant vers le sud-ouest.
Le lac Tchitogama et la rivière Blanche en délimitent le nord-est.
À partir du lac à Mariette, dans le nord-ouest, la rivière aux Sables coule vers le sud.

## Démographie
| 1991 | 1996 | 2001 | 2006 | 2011 | 2016 | 2021 |
| ---- | ---- | ---- | ---- | ---- | ---- | ---- |
| 592  | 564  | 527  | 562  | 557  | 514  | 476  |

## Administration
Les élections municipales se font en bloc pour le maire et les six conseillers.

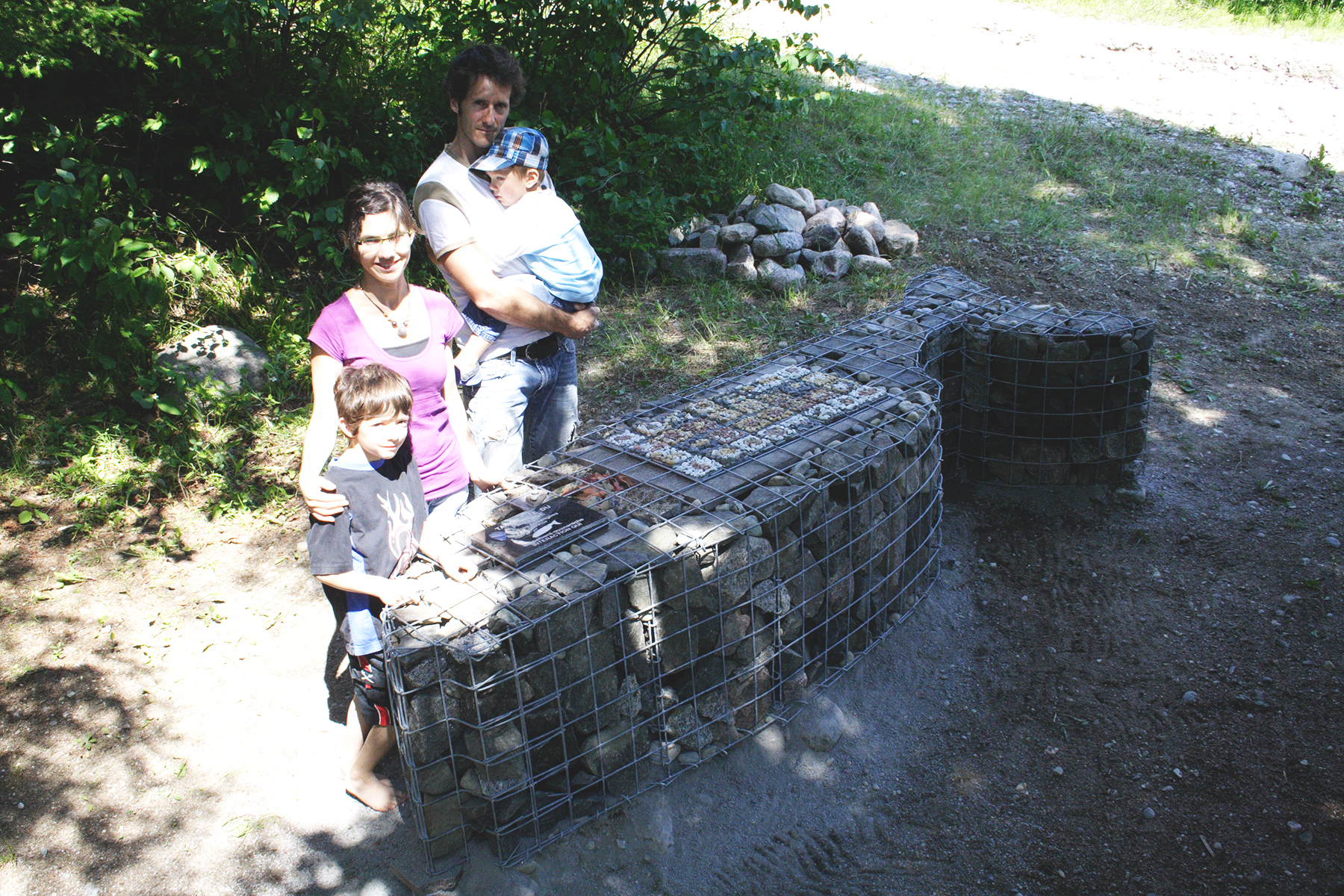
Tacon Site du Partage.

| Lamarche Maires depuis 2001                                                                                          |                  |                    |          |
| Élection | Maire            | Qualité            | Résultat |
| 2001 | Jean-Guy Fortin  | Maire de 1969-1998 | Voir     |
| 2005 | Jean-Guy Fortin  | Maire de 1969-1998 | Voir     |
| 2007 | Claude Bourgault |                    | Voir     |
| 2009 | Claude Bourgault | Voir               |          |
| 2013 | Gilbert Savard   |                    | Voir     |
| 2017 | Lise Garon       |                    | Voir     |
| 2021 | Michel Bergeron  |                    | Voir     |
| Élection partielle en italique Depuis 2005, les élections sont simultanées dans toutes les municipalités québécoises |                  |                    |          |

## Culture
Le Tacon Site du Partage est le vingt-cinquième Tacon Site implanté par le collectif d’artistes Interaction Qui dans le cadre de la Grande Marche des Tacons Sites. Il appartient à la municipalité de Lamarche et il vise à souligner l’œuvre de partage initiée par Jacqueline Lessard, une lamarchoise engagée et dévouée à sa mission en Haïti.